# چاتال‌لی (امیرداغ)
چاتال‌لی (به ترکی استانبولی: Çatallı) یک منطقهٔ مسکونی در ترکیه است که در امیرداغ واقع شده‌است.